# Montgivray
Montgivray é uma comuna francesa na região administrativa do Centro, no departamento Indre. Estende-se por uma área de 25,55 km². Em 2010 a comuna tinha 1 623 habitantes (densidade: 63,5 hab./km²).